# Epic Records
Epic Records è stata una storica casa discografica statunitense, attiva dal 1953 al 1987, anno in cui viene acquisita dalla Sony Music, che ne riutilizza il logo come etichetta.

## Storia dell'azienda
Fu inizialmente lanciata nel 1953 dalla Columbia Records come etichetta discografica dedicata al jazz e alla musica classica. In questo modo il suo logo cominciò ad affermarsi fra gli appassionati di tali generi musicali.
Dieci anni dopo, la Epic allargò il proprio raggio di azione anche su altri generi in rapida ascesa come il rock and roll, il R&B e la country music. Alcuni dei primi artisti di quel periodo che incisero per la Epic furono Bobby Vinton, The Dave Clark Five, The Hollies, Tammy Wynette, Donovan, The Yardbirds, Lulu, e Jeff Beck.
Durante gli anni settanta, arrivarono anche importanti contratti con artisti quali The Clash, Sly And The Family Stone, Boston, REO Speedwagon, Johnny Nash, ABBA, Ted Nugent, The Isley Brothers, Edgar Winter e Charlie Rich.
Meat Loaf, The Jacksons, Queen, Michael Jackson, Ozzy Osbourne, Living Colour, Sade, Luther Vandross, Gloria Estefan, Europe, George Michael e Cyndi Lauper furono fra i gruppi e solisti che portarono all'apice del successo la Epic negli anni ottanta e novanta.
L'etichetta, ormai divisione di Sony Music, amplia nuovamente il range di generi musicali pubblicati attraverso la stipulazione di contratti firmati da artisti come Anastacia, Rage Against the Machine, Korn, Céline Dion e Oasis durante il primo decennio degli anni 2000, arrivando ad artisti come Rick Ross, Future, 21 Savage, Travis Scott e DJ Khaled negli anni immediatamente successivi.
In Italia il logo è stato utilizzato dalla CBS Italiana come marchio discografico a partire dal 1987, ed hanno pubblicato dischi con questa etichetta Iva Zanicchi, Ivana Spagna, Alexia, Massimo Di Cataldo, Leda Battisti, Alessandra Amoroso, Fedez, Baby K, Salmo, Tedua, Laïoung, Thasup e Fabri Fibra; ora il logo è utilizzato dalla Sony Music Italia.